# Comuna de Żelazków
Żelazków (polaco: Gmina Żelazków) é uma gminy (comuna) na Polónia, na voivodia de Grande Polónia e no condado de Kaliski. A sede do condado é a cidade de Żelazków.
De acordo com os censos de 2004, a comuna tem 8934 habitantes, com uma densidade 78,7 hab/km².

## Área
Estende-se por uma área de 113,57 km², incluindo:
- área agricola: 85%
- área florestal: 8%

## Demografia
Dados de 30 de Junho 2004:
|                      | Total   | Total | Mulheres | Mulheres | Homens  | Homens |
| -------------------- | ------- | ----- | -------- | -------- | ------- | ------ |
|                      | pessoas | %     | pessoas  | %        | pessoas | %      |
| População            | 8934    | 100   | 4610     | 51,6     | 4324    | 48,4   |
| Densidade (pop./km²) | 78,7    | 100   | 40,6     | 40,6     | 38,1    | 38,1   |

De acordo com dados de 2002, o rendimento médio per capita ascendia a 1277,19 zł.

## Subdivisões
- Anielin, Czartki, Dębe, Florentyna, Garzew, Goliszew, Helenów, Ilno, Janków, Kokanin, Kolonia Kokanin, Kolonia Skarszewek, Nowy Borków, Pólko, Russów, Skarszew, Skarszewek, Stary Borków, Szosa Turecka, Tykadłów, Wojciechówka, Zborów, Złotniki Małe, Złotniki Wielkie, Żelazków.

## Comunas vizinhas
- Blizanów, Ceków-Kolonia, Kalisz, Mycielin, Opatówek, Stawiszyn